# Nancy Reagan
Nancy Reagan (született: Anne Frances Robbins) (New York, 1921. július 6. – Los Angeles, 2016. március 6.) amerikai színésznő, Ronald Reagan amerikai elnök feleségeként az Amerikai Egyesült Államok first ladyje.

## Élete
Nancy Reagan New York déli részén született. A Smith College-ben tanult. Az 1940-es, 50-es években Nancy Davis néven Hollywoodban színésznőként dolgozott.
1952-ben házasodott össze Ronald Reagannel, akinek második felesége lett. Két gyermekük született, Patti Davis és Ron Reagan.

## Magyarul megjelent művei
- Nancy Reagan–William Novak: Most rajtam a sor. Nancy Reagan visszaemlékezései; ford. Somogyi Ágnes; Téka–Textura, Bp., 1990